# Alternativhistoria
Alternativhistoria är en litterär genre, som skildrar en värld som kunde ha blivit verklighet ifall ett visst ögonblick i historien hade utvecklats på ett annat sätt.
Inom historieforskningen finns det närbesläktade begreppet kontrafaktisk historia, vilket är en metod för historieforskare att försöka utröna, med hjälp kontrafaktiska villkorssatser, om den historiska utvecklingen skulle ha förändrats ifall en eller flera händelser hade utvecklats på ett annat sätt. Till exempel: ”Skulle nazismen ha vuxit fram i Tyskland även om Hitler hade stupat i första världskriget?”
Det finns dock en klar skillnad mellan de två begreppen: Medan kontrafaktisk historia försöker att vetenskapligt pröva om ett alternativt skeende verkligen skulle ha förändrat det som skedde, förutsätter alternativhistoriska romaner och filmmanus att en alternativ händelse i det förflutna verkligen skulle ha förändrat världen.
Bland skönlitterära exempel på alternativhistoria kan nämnas:
- Ödets fingrar av Alf Henrikson
- Attentatet i Pålsjö skog av Hans Alfredson
- Jag var en arier och Kafkapaviljongen av Tony Samuelsson
- Mannen i det höga slottet av Philip K. Dick
- Konspirationen mot Amerika av Philip Roth
- Skriva historia av Stephen Fry
- Faderland av Robert Harris
- London tillhör oss av Len Deighton
- Tirant den Vite av Joanot Martorell
- Alvin Skaparen-serien av Orson Scott Card
- Från Sveavägen till Maskeradbalen av Erik Wallström

Alternativhistoria brukar ofta räknas som science fiction.